# Synagoga Pinkasa w Pradze
Synagoga Pinkasa w Pradze (cz. Pinkasova synagoga, Pinkasova škola) – synagoga w dzielnicy żydowskiej w Pradze. Znajduje się zaraz obok starego cmentarza żydowskiego.

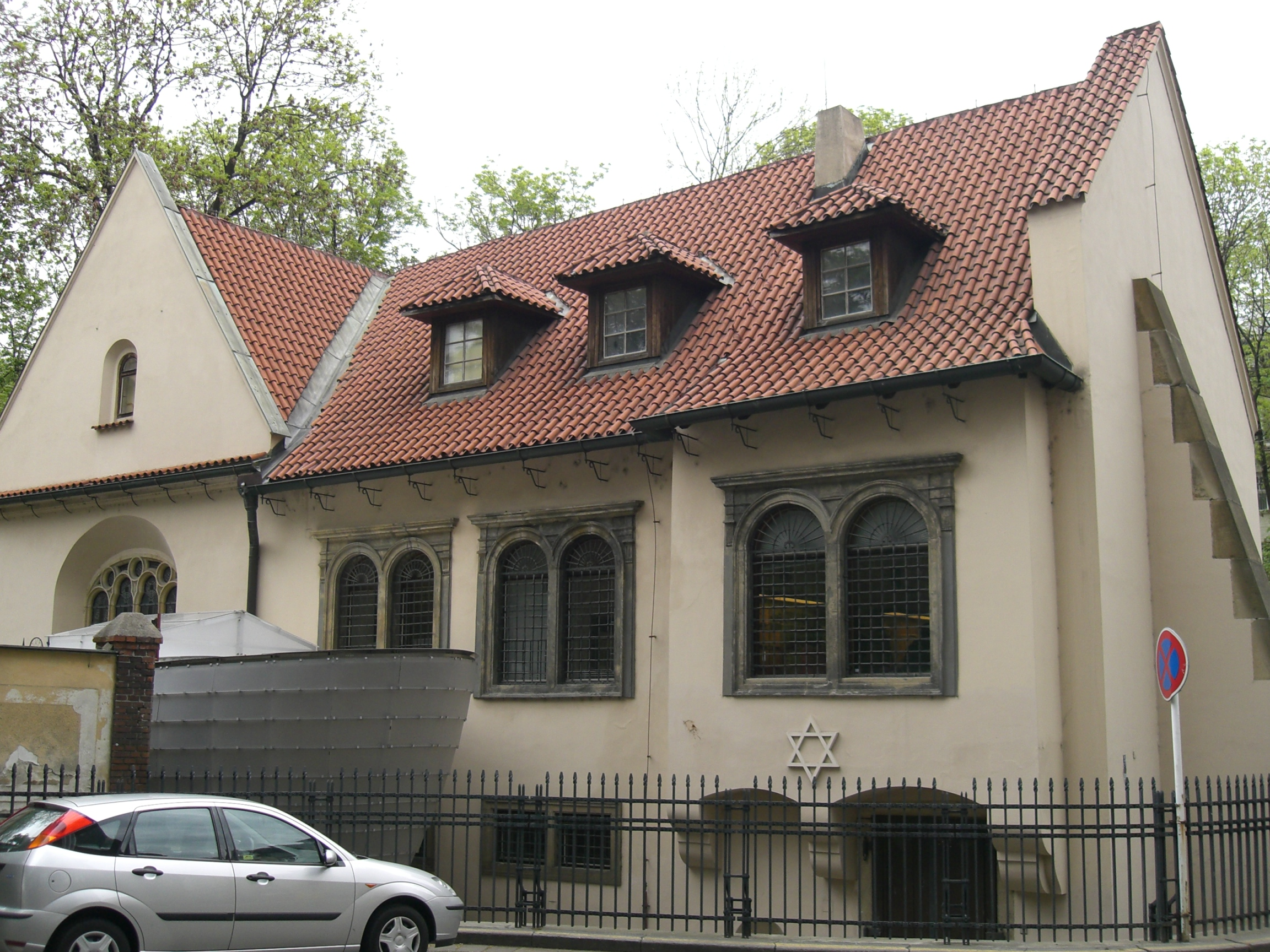
Synagoga Pinkasa w Pradze

Po II wojnie światowej, w synagodze urządzono miejsce pamięci bohemskich i morawskich Żydów. W 1963 roku bożnicę zamknięto na rozkaz ówczesnych władz miasta, czego powodem było, iż podziemna woda przeniknęła w fundamenty bożnicy i została narażona struktura całego budynku. Podczas prac w podziemiach natrafiono na mykwę i oryginalne inskrypcje zdobiące bożnicę. Większość malowideł została bezpowrotnie zniszczona, ponieważ komunistyczne władze specjalnie przedłużały remont budynku.
Obecnie w synagodze znajduje się Muzeum Żydowskie, w którym na ścianach znajduje się napisanych ręcznie, dokładnie 77 297 imion czeskich i morawskich Żydów, którzy zginęli podczas Holocaustu oraz kolekcja 4500 dziecięcych rysunków, które powstały w Terezinie w latach 1942–1944.